# Decoy – Tödlicher Auftrag
Decoy – Tödlicher Auftrag (OT: Decoy) ist ein von Vittorio Rambaldi in Saskatchewan, Kanada gedrehter und 1995 veröffentlichter Actionfilm. Die Indizierung des Films wurde im Juni 2021 wieder aufgehoben.

## Handlung
Jenner wird bei einem Deal von John Wellington betrogen und droht, dass er Wellingtons Tochter Diana kidnappen wird. Wellington lässt Diana von dem früheren Soldaten Jack Travis und dessen Freund Baxter bewachen. Die Killerin Katya und ihre Helfer jagen Diana und ihre Beschützer, die sich in den Wäldern verstecken. Die Bewacher erfahren, dass die Frau, die sie begleitet, nicht Diana, sondern eine Schauspielerin ist (Decoy = englisch für Lockvogel).

## Kritiken
- TV Spielfilm meinte: „Zwischen harter Action zeigt der Film das angeschlagene Ego seiner Helden. Aber das geschieht so vordergründig und platt, dass es eher ärgert.“ Fazit der Bewertung: „Harter Film mit noch härteren Klischees“[2]